# Bakhodir Jalolov
Bakhodir Jalolov (uzbek: Bahodir Jalolov)  (Sariosiyo District, 8 de juliol de 1994) de nom complet Bakhodir Isomiddin Ugli Dzhalolov és un boxejador professional uzbek que va guanyar una medalla de bronze als Campionat del Món de 2015 i medalles d'or als Campionats del Món de 2019 i 2023, Jocs Olímpics d'Estiu de 2020 i Jocs Olímpics d'Estiu de 2024. També va competir als Jocs Olímpics d'estiu de 2016 i va actuar com a abanderat d'Uzbekistan als Jocs Olímpics de 2016 i 2020.

## Trajectòria esportiva
Inicialment Jalolov tenia la intenció de jugar a futbol però el seu pare, Isomiddin Jalolov, que era un antic lluitador, el va animar a dedicar-se a la boxa. Va debutar a la boxa competitiva el 2010 i als 20 anys ja s'havia alçat com a campió nacional invicte de la categoria de pesos pesats.
El 2015 va participar al Campionat Mundial de Boxa AIBA, celebrat a Doha, Qatar al mes d'octubre. Es va guanyar el seu lloc a les semifinals amb victòries per decisió contra Mohamed Grimes, Lenier Pero i Hussein Iashaish. Jalolov va perdre la seva semifinal contra Ivan Dychko per decisió dividida.
El 2016 va participar per primera vegada en una cita olímpica als Jocs Olímpics d'Estiu de 2016 celebrats a Rio de Janeiro. A la competició va perdre contra el medallista de plata Joe Joyce.
Jalolov va participar al Campionat Asiàtic de Boxa Amateur de 2017 a Taixkent, Uzbekistan. Va fer un parcial perfecte de 4-0, superant Haipeng Mou i Do Hyeon Kim per knockout tècnic als dos primers assalts, Mohamad Mulayes per knockout tècnic a les semifinals i Kamshybek Kunkabayev per decisió unànime a la final. Aquest any també va participar per segona vegada al Campionat del Món de Boxa AIBA on va ser eliminat al segon assalt Kamshybek Kunkabayev.
El seu debut professional va ser el 5 de maig de 2018 contra Hugo Trujillo. Va guanyar la lluita per un knockout tècnic al tercer assalt. Va aconseguir una altra victòria per aturada del combat el 29 de setembre de 2018, quan va eliminar Eduardo Vitela al primer assalt. El 27 d'octubre de 2018 va enfrontar-se a Tyrell Wright al Madison Square Garden. Va guanyar la lluita per aturada, després que Wright es retirés al final del quart assalt. El 8 de desembre de 2018 va lluitar contra Marquis Valentine i va aconseguir el segon knockout de la seva carrera al minut 2:29 del primer assalt.
El 2019 va començar la temporada amb un combat contra Willie Harvey. L'uzbek va guanyar al segon assalt per knockout tècnic al segon assalt. Jalolov va lluitar pel seu primer títol professional el 10 d'abril de 2019, quan es va enfrontar a Brendan Barrett pel títol vacant de pes pesat Júnior WBC-NABF. Va guanyar la lluita per knockout al primer assalt. Va participar per segona vegada al Campionat Asiàtic de Boxa Amateur celebrat a Bangkok (Tailàndia) i va guanyar el seu lloc a la final després de vèncer a Mohamad Mulayes per decisió unànime a les semifinals. A la final es va enfrontar a un oponent conegut Kamshybek Kunkabayev, i va guanyar la lluita per decisió majoritària. El mateix any va obtenir una altra victòria al Campionat del Món de Boxa AIBA. Després de vèncer a Tsotne Rogava per decisió al primer assalt, Richard Torrez per knockout al segon i Maxim Babanin per decisió a les semifinals. Jalolov es va enfrontar a Kamshybek Kunkabayev a la final i el va vèncer per decisió unànime.
Va tornar a la competició el 12 de desembre de 2020 per enfrontar-se a Wilfredo Leal. Leal es va retirar al final del primer assalt.
El 2021 Jalolov va lluitar al seu Uzbekistan natal en un combat contra Kristaps Zutis. El boxejador uzbek va vèncer el seu contrincant per knockout tècnic al segon assalt. Aquell mateix any va participar als Jocs Olímpics de Tòquio 2020 on va superar Abdullayev durant tres assalts, tot i que no no va aconseguir acabar amb el seu oponent. Va aconseguir avançar fins a quarts de final on es va enfrontar a Satish Kumar, a qui va vèncer per decisió unànime. Avançant a les semifinals, Jalolov va lluitar contra Frazer Clarke. Tot i que Clarke va poder forçar un recompte dempeus, la lluita es va aturar al tercer assalt a causa d'un tall sobre el seu ull que es va anar enixamplant al llarg del combat. Finalment Jalolov va guanyar la medalla d'or després de derrotar Richard Torrez per decisió unànime a la final del torneig de pes súper pesats. El mateix 2021 Jalolov va participar també al Campionat Asiàtic de Boxa Amateur i es va guanyar el seu lloc a la final amb un knockout d'Abdulrahman Alanzi a les semifinals. Es va enfrontar a Kamshybek Kunkabayev a les finals del torneig, i una vegada més es va imposar per decisió unànime.
El 2022 Jalolov va tornar als Estats Units d'Amèrica per enfrontar-se a Jack Mulowayi. Va guanyar la lluita per un knockout després de vuit assalts, tombant Mulowayi amb un ganxo esquerre. Jalolov també va fer caure el seu oponent amb un ganxo esquerre al sisè assalt i se li va restar un punt al quart assalt per retenció excessiva. El 26 de novembre de 2022 es va enfrontar al veterà Curtis Harper al qual va guanyar per un knockout al quart assalt.
El 2023 va renovar el seu títol de Campió del Món de pesos pesats després d'un combat contra el cubà Fernando Arzola.
El 2024 va tornar a participar als Jocs Olímpics d'estiu de París on va aconseguir la medalla d'or del combat contra l'espanyol Ayoub Ghadfa, que va guanyar per decisió unànime.